# Тварини Київської області, занесені до Червоної книги України
Список тварин Київської області, занесених до Червоної книги України.

## Статистика
До списку входить 169 видів тварин, з них:
- Кишковопорожнинних — 0;
- Круглих червів — 1;
- Кільчастих червів 0;
- Членистоногих — 87;
- Молюсків — 0;
- Хордових — 81.

Серед них за природоохоронним статусом: 
- Вразливих — 62;
- Рідкісних — 57;
- Недостатньо відомих  — 3;
- Неоцінених — 11;
- Зникаючих — 33;
- Зниклих у природі — 2;
- Зниклих — 1.

## Список видів
| № п/п | Українська назва виду                               | Латинська назва виду      | Природоохоронний статус | Тип          |
| ----- | --------------------------------------------------- | ------------------------- | ----------------------- | ------------ |
| 1     | Абія блискуча                                       | Abia nitens               | Рідкісний               | Членистоногі |
| 2     | Аноплій самарський                                  | Anoplius samariensis      | Рідкісний               | Членистоногі |
| 3     | Аполлон                                             | Parnassius apollo         | Зникаючий               | Членистоногі |
| 4     | Арге Беккера                                        | Arge beckeri              | Рідкісний               | Членистоногі |
| 5     | Архірилея чорна                                     | Archirilleya inopinata    | Рідкісний               | Членистоногі |
| 6     | Бабка перев'язана                                   | Sympetrum pedemontanum    | Вразливий               | Членистоногі |
| 7     | Багатозв'яз гірський український                    | Polydesmus montanus       | Рідкісний               | Членистоногі |
| 8     | Баранець великий (дупель)                           | Gallinago media           | Зникаючий               | Хордові      |
| 9     | Бистрянка російська                                 | Alburnoides rossicus      | Зникаючий               | Хордові      |
| 10    | Білуга звичайна                                     | Huso huso                 | Зникаючий               | Хордові      |
| 11    | Бластикотома папоротева                             | Blasticotoma filiceti     | Рідкісний               | Членистоногі |
| 12    | Больбелязм однорогий                                | Bolbelasmus unicornis     | Вразливий               | Членистоногі |
| 13    | Бражник дубовий                                     | Marumba quercus           | Рідкісний               | Членистоногі |
| 14    | Бражник мертва голова                               | Acherontia atropos        | Рідкісний               | Членистоногі |
| 15    | Бражник прозерпіна                                  | Proserpinus proserpina    | Рідкісний               | Членистоногі |
| 16    | Бражник скабіозовий                                 | Hemaris tityus            | Рідкісний               | Членистоногі |
| 17    | Ведмедиця велика                                    | Pericallia matronula      | Вразливий               | Членистоногі |
| 18    | Ведмедиця-господиня                                 | Callimorpha dominula      | Вразливий               | Членистоногі |
| 19    | Ведмідь бурий                                       | Ursus arctos              | Зникаючий               | Хордові      |
| 20    | Вечірниця велетенська                               | Nyctalus lasiopterus      | Зникаючий               | Хордові      |
| 21    | Вечірниця мала                                      | Nyctalus leisleri         | Рідкісний               | Хордові      |
| 22    | Вечірниця руда                                      | Nyctalus noctula          | Вразливий               | Хордові      |
| 23    | Видра річкова                                       | Lutra lutra               | Неоцінений              | Хордові      |
| 24    | Вирезуб причорноморський                            | Rutilus frisii            | Зникаючий               | Хордові      |
| 25    | Вусач альпійський                                   | Rosalia alpina            | Вразливий               | Членистоногі |
| 26    | Вусач великий дубовий                               | Cerambyx cerdo            | Вразливий               | Членистоногі |
| 27    | Вусач земляний хрестоносець (коренеїд хрестоносець) | Dorcadion equestre        | Вразливий               | Членистоногі |
| 28    | Вусач мускусний                                     | Aromia moschata           | Вразливий               | Членистоногі |
| 29    | Вусач-червонокрил Келлера                           | Purpuricenus kaehleri     | Вразливий               | Членистоногі |
| 30    | Вухань звичайний                                    | Plecotus auritus          | Вразливий               | Хордові      |
| 31    | Гадюка степова                                      | Vipera renardi            | Вразливий               | Хордові      |
| 32    | Глушець (глухар)                                    | Tetrao urogallus          | Зникаючий               | Хордові      |
| 33    | Гоголь                                              | Bucephala clangula        | Рідкісний               | Хордові      |
| 34    | Голуб-синяк                                         | Columba oenas             | Вразливий               | Хордові      |
| 35    | Гольян озерний                                      | Eupallasella percnurus    | Зникаючий               | Хордові      |
| 36    | Горіхотворка велетенська                            | Ibalia rufipes            | Рідкісний               | Членистоногі |
| 37    | Горностай                                           | Mustela erminea           | Неоцінений              | Хордові      |
| 38    | Гуска мала (гуска білолоба мала)                    | Anser erythropus          | Вразливий               | Хордові      |
| 39    | Джміль глинистий                                    | Bombus argillaceus        | Вразливий               | Членистоногі |
| 40    | Джміль моховий                                      | Bombus muscorum           | Рідкісний               | Членистоногі |
| 41    | Джміль пахучий                                      | Bombus fragrans           | Зникаючий               | Членистоногі |
| 42    | Джміль червонуватий                                 | Bombus ruderatus          | Рідкісний               | Членистоногі |
| 43    | Джміль яскравий                                     | Bombus pomorum            | Вразливий               | Членистоногі |
| 44    | Дибка степова                                       | Saga pedo                 | Рідкісний               | Членистоногі |
| 45    | Дисцелія зональна                                   | Discoelius zonalis        | Рідкісний               | Членистоногі |
| 46    | Дозорець-імператор                                  | Anax imperator            | Вразливий               | Членистоногі |
| 47    | Евритірея золотиста                                 | Eurythyrea aurata         | Рідкісний               | Членистоногі |
| 48    | Ендроміс березовий                                  | Endromis versicolora      | Вразливий               | Членистоногі |
| 49    | Жовна зелена (дятел зелений)                        | Picus viridis             | Вразливий               | Хордові      |
| 50    | Жук-олень, рогач звичайний                          | Lucanus cervus            | Рідкісний               | Членистоногі |
| 51    | Жук-самітник                                        | Osmoderma barnabita       | Вразливий               | Членистоногі |
| 52    | Журавель сірий                                      | Grus grus                 | Рідкісний               | Хордові      |
| 53    | Златка блискуча                                     | Buprestis splendens       | Зниклий                 | Членистоногі |
| 54    | Змієїд                                              | Circaetus gallicus        | Рідкісний               | Хордові      |
| 55    | Золотомушка червоночуба                             | Regulus ignicapillus      | Неоцінений              | Хордові      |
| 56    | Зубр                                                | Bison bonasus             | Зниклий в природі       | Хордові      |
| 57    | Йорж Балона                                         | Gymnocephalus baloni      | Неоцінений              | Хордові      |
| 58    | Йорж носар                                          | Gymnocephalus acerinus    | Зникаючий               | Хордові      |
| 59    | Кажан пізній                                        | Eptesicus serotinus       | Вразливий               | Хордові      |
| 60    | Канюк степовий                                      | Buteo rufinus             | Рідкісний               | Хордові      |
| 61    | Каптурниця срібна                                   | Cucullia argentea         | Рідкісний               | Членистоногі |
| 62    | Карась звичайний, карась золотий                    | Carassius carassius       | Вразливий               | Хордові      |
| 63    | Кінь дикий                                          | Equus caballus            | Зниклий в природі       | Хордові      |
| 64    | Ковалик сплощений                                   | Neopristilophus depressus | Рідкісний               | Членистоногі |
| 65    | Коловодник ставковий (поручайник)                   | Tringa stagnatilis        | Зникаючий               | Хордові      |
| 66    | Кольпоциклоп прісноводний                           | Colpocyclops dulcis       | Вразливий               | Членистоногі |
| 67    | Кордулегастер кільчастий                            | Cordulegaster boltoni     | Вразливий               | Членистоногі |
| 68    | Кошеніль польська                                   | Porphyropha polonica      | Недостатньо відомий     | Членистоногі |
| 69    | Красик веселий (Пістрянка весела)                   | Zygaena laeta             | Зникаючий               | Членистоногі |
| 70    | Красотіл пахучий                                    | Calosoma sycophanta       | Вразливий               | Членистоногі |
| 71    | Красуня діва                                        | Calopteryx virgo          | Вразливий               | Членистоногі |
| 72    | Крячок каспійський                                  | Hydroprogne caspia        | Вразливий               | Хордові      |
| 73    | Крячок малий                                        | Sterna albifrons          | Рідкісний               | Хордові      |
| 74    | Ксилокопа звичайна (бджола-тесляр звичайна)         | Xylocopa valga            | Рідкісний               | Членистоногі |
| 75    | Ксилокопа фіолетова (бджола-тесляр фіолетова)       | Xylocopa violacea         | Рідкісний               | Членистоногі |
| 76    | Ктенофора прикрашена                                | Ctenophora festiva        | Зникаючий               | Членистоногі |
| 77    | Ктир велетенський                                   | Satanas gigas             | Вразливий               | Членистоногі |
| 78    | Ктир шершенеподібний                                | Asilus crabroniformis     | Рідкісний               | Членистоногі |
| 79    | Кулик-сорока                                        | Haematopus ostralegus     | Вразливий               | Хордові      |
| 80    | Кутора мала                                         | Neomys anomalus           | Рідкісний               | Хордові      |
| 81    | Левкоринія білолоба                                 | Leucorrhinia albifrons    | Зникаючий               | Членистоногі |
| 82    | Лелека чорний                                       | Ciconia nigra             | Рідкісний               | Хордові      |
| 83    | Лептоюлюс Семенкевича                               | Leptojulus semenkevitshi  | Рідкісний               | Членистоногі |
| 84    | Лилик двоколірний                                   | Vespertilio murinus       | Вразливий               | Хордові      |
| 85    | Лунь лучний                                         | Circus pygargus           | Вразливий               | Хордові      |
| 86    | Лунь польовий                                       | Circus cyaneus            | Рідкісний               | Хордові      |
| 87    | Люцина                                              | Hamearis lucina           | Вразливий               | Членистоногі |
| 88    | Лярра анафемська                                    | Larra anathema            | Неоцінений              | Членистоногі |
| 89    | Льодовичник Вествуда                                | Boreus westwoodi          | Неоцінений              | Членистоногі |
| 90    | Мантіспа штирійська                                 | Mantispa styriaca         | Рідкісний               | Членистоногі |
| 91    | Марена дніпровська                                  | Barbus borysthenicus      | Зникаючий               | Хордові      |
| 92    | Махаон                                              | Papilio machaon           | Вразливий               | Членистоногі |
| 93    | Мегариса перлата                                    | Megarhyssa perlata        | Рідкісний               | Членистоногі |
| 94    | Мегариса рогохвостова                               | Megarhyssa superba        | Рідкісний               | Членистоногі |
| 95    | Мелітурга булавовуса                                | Melitturga clavicornis    | Вразливий               | Членистоногі |
| 96    | Минь річковий                                       | Lota lota                 | Вразливий               | Хордові      |
| 97    | Мишівка лісова                                      | Sicista betulina          | Рідкісний               | Хордові      |
| 98    | Мідянка звичайна                                    | Coronella austriaca       | Вразливий               | Хордові      |
| 99    | Мінога українська                                   | Eudontomyzon mariae       | Зникаючий               | Хордові      |
| 100   | Мнемозина                                           | Parnassius mnemosyne      | Вразливий               | Членистоногі |
| 101   | Мухоловка звичайна                                  | Scutigera coleoptrata     | Рідкісний               | Членистоногі |
| 102   | Нетопир звичайний                                   | Pipistrellus pipistrellus | Вразливий               | Хордові      |
| 103   | Нетопир Натузіуса                                   | Pipistrellus nathusii     | Неоцінений              | Хордові      |
| 104   | Нетопир-карлик                                      | Pipistrellus pygmaeus     | Неоцінений              | Хордові      |
| 105   | Нічниця водяна                                      | Myotis daubentonii        | Вразливий               | Хордові      |
| 106   | Нічниця вусата                                      | Myotis mystacinus         | Вразливий               | Хордові      |
| 107   | Нічниця Наттерера                                   | Myotis nattereri          | Вразливий               | Хордові      |
| 108   | Нічниця ставкова                                    | Myotis dasycneme          | Зникаючий               | Хордові      |
| 109   | Норка європейська                                   | Mustela lutreola          | Зникаючий               | Хордові      |
| 110   | Орел-карлик                                         | Hieraaetus pennatus       | Рідкісний               | Хордові      |
| 111   | Орлан-білохвіст                                     | Haliaeetus albicilla      | Рідкісний               | Хордові      |
| 112   | Орусус паразитичний                                 | Orussus abietinus         | Рідкісний               | Членистоногі |
| 113   | Орябок                                              | Tetrastes bonasia         | Вразливий               | Хордові      |
| 114   | Осетер російський                                   | Acipenser gueldenstaedtii | Вразливий               | Хордові      |
| 115   | Очеретянка прудка                                   | Acrocephalus paludicola   | Зникаючий               | Хордові      |
| 116   | Пилкохвіст лісовий                                  | Poecilimon schmidtii      | Вразливий               | Членистоногі |
| 117   | Пилкохвіст український                              | Poecilimon ukrainicus     | Вразливий               | Членистоногі |
| 118   | Підорлик малий                                      | Aquila pomarina           | Рідкісний               | Хордові      |
| 119   | Плоскотілка червона                                 | Cucujus cinnabarinus      | Вразливий               | Членистоногі |
| 120   | Подалірій                                           | Iphiclides podalirius     | Вразливий               | Членистоногі |
| 121   | Поліксена                                           | Zerynthia polyxena        | Вразливий               | Членистоногі |
| 122   | Пугач                                               | Bubo bubo                 | Рідкісний               | Хордові      |
| 123   | Райдужниця велика                                   | Apatura iris              | Вразливий               | Членистоногі |
| 124   | Рись                                                | Lynx lynx                 | Рідкісний               | Хордові      |
| 125   | Сапіга-полохрум                                     | Polochrum repandum        | Рідкісний               | Членистоногі |
| 126   | Сапсан                                              | Falco peregrinus          | Рідкісний               | Хордові      |
| 127   | Сатир залізний                                      | Hipparchia statilinus     | Рідкісний               | Членистоногі |
| 128   | Сатурнія велика                                     | Saturnia pyri             | Вразливий               | Членистоногі |
| 129   | Сатурнія мала                                       | Eudia pavonia             | Рідкісний               | Членистоногі |
| 130   | Сатурнія руда                                       | Aglia tau                 | Вразливий               | Членистоногі |
| 131   | Сатурнія середня                                    | Eudia spini               | Зникаючий               | Членистоногі |
| 132   | Севрюга звичайна                                    | Acipenser stellatus       | Вразливий               | Хордові      |
| 133   | Сиворакша                                           | Coracias garrulus         | Зникаючий               | Хордові      |
| 134   | Синявець Буадюваля (синявець ероїдес)               | Polyommatus boisduvalii   | Зникаючий               | Членистоногі |
| 135   | Сич волохатий                                       | Aegolius funereus         | Рідкісний               | Хордові      |
| 136   | Сінниця Геро                                        | Coenonympha hero          | Вразливий               | Членистоногі |
| 137   | Сіобла бальзамінова                                 | Siobla sturmi             | Рідкісний               | Членистоногі |
| 138   | Сколія-гігант                                       | Megascolia maculata       | Неоцінений              | Членистоногі |
| 139   | Скопа                                               | Pandion haliaetus         | Зникаючий               | Хордові      |
| 140   | Сліпак подільський                                  | Spalax zemni              | Недостатньо відомий     | Хордові      |
| 141   | Сова болотяна                                       | Asio flammeus             | Рідкісний               | Хордові      |
| 142   | Сова бородата                                       | Strix nebulosa            | Рідкісний               | Хордові      |
| 143   | Совка розкішна                                      | Staurophora celsia        | Рідкісний               | Членистоногі |
| 144   | Совка сокиркова                                     | Periphanes delphinii      | Вразливий               | Членистоногі |
| 145   | Соня садова                                         | Eliomys quercinus         | Зникаючий               | Хордові      |
| 146   | Сорокопуд сірий                                     | Lanius excubitor          | Рідкісний               | Хордові      |
| 147   | Стафілін волохатий                                  | Emus hirtus               | Рідкісний               | Членистоногі |
| 148   | Стерлядь прісноводна                                | Acipenser ruthenus        | Зникаючий               | Хордові      |
| 149   | Стрічкарка блакитна                                 | Catocala fraxini          | Вразливий               | Членистоногі |
| 150   | Стрічкарка орденська малинова                       | Catocala sponsa           | Рідкісний               | Членистоногі |
| 151   | Стрічкарка тополева                                 | Limenitis populi          | Вразливий               | Членистоногі |
| 152   | Строкатка степова                                   | Lagurus lagurus           | Зникаючий               | Хордові      |
| 153   | Тетерук                                             | Lyrurus tetrix            | Зникаючий               | Хордові      |
| 154   | Тріскачка ширококрила                               | Bryodemella tuberculata   | Зникаючий               | Членистоногі |
| 155   | Турун Менетріє                                      | Carabus menetriesi        | Рідкісний               | Членистоногі |
| 156   | Тушканчик великий                                   | Allactaga jaculus         | Рідкісний               | Хордові      |
| 157   | Тхір лісовий                                        | Mustela putorius          | Неоцінений              | Хордові      |
| 158   | Тхір степовий                                       | Mustela eversmanni        | Зникаючий               | Хордові      |
| 159   | Хом'як звичайний                                    | Cricetus cricetus         | Неоцінений              | Хордові      |
| 160   | Хом'ячок сірий                                      | Cricetulus migratorius    | Недостатньо відомий     | Хордові      |
| 161   | Хромадоріна двоока                                  | Chromadorina bioculata    | Зникаючий               | Круглі черви |
| 162   | Ценеліда сітчаста                                   | Caenolyda reticulata      | Вразливий               | Членистоногі |
| 163   | Широковух європейський                              | Barbastella barbastellus  | Зникаючий               | Хордові      |
| 164   | Шовкопряд кульбабовий                               | Lemonia taraxaci          | Вразливий               | Членистоногі |
| 165   | Шуліка рудий                                        | Milvus milvus             | Зникаючий               | Хордові      |
| 166   | Шуліка чорний                                       | Milvus migrans            | Вразливий               | Хордові      |
| 167   | Ялець звичайний                                     | Leuciscus leuciscus       | Вразливий               | Хордові      |
| 168   | Янус червононогий                                   | Janus femoratus           | Вразливий               | Членистоногі |
| 169   | Ящірка зелена                                       | Lacerta viridis           | Вразливий               | Хордові      |